# Crenella
Crenella ist eine Muschel-Gattung aus der Familie der Miesmuscheln (Mytilidae); es ist die Typusgattung der Unterfamilie Crenellinae. Die Gattung ist seit dem Eozän bekannt.

## Merkmale
Die vergleichsweise kleinen Gehäuse sind im Umriss eiförmig bis leicht rhomboid. Der Wirbel sitzt am Vorderende oder überragt sogar das Vorderende. Die Oberfläche weist eine deutliche radiale Berippung auf, die mit den deutlichen Anwachsstreifen ein gitterförmiges Muster bilden. Die Rippen spalten sich am Gehäuserand, der Gehäuserand ist gekerbt. Der Schlossrand ist breit und quergestreift. Das Ligament ist eingesenkt, der Fuß verdickt. Die Schale ist fest.

## Geographische Verbreitung und Lebensraum
Die Gattung Crenella ist weltweit verbreitet.
Die Arten der Gattung leben eingegraben in der obersten Schicht von feinen bis schlickigen Sandböden von etwa 4 m bis in etwa 600 m Wassertiefe. Sie sind nicht mit Byssusfäden angeheftet.

## Taxonomie und Systematik
Das Taxon wurde 1827 durch Thomas Brown vorgeschlagen. Typusart durch Monotypie ist Crenella elliptica Brown, 1827, ein jüngeres Synonym von Crenella decussata (Montagu, 1808). Nach dem World Register of Marine Species werden der Gattung Crenella derzeit (2015) zwölf rezente Arten zugewiesen. Ergänzt sind einige fossile Arten.
- Gattung Crenella Brown, 1827
  - †Crenella anterodivaricata Eames, 1951 (Eozän)[4]
  - Crenella arenaria Monterosato, 1875
  - †Crenella cucullata Deshayes, 1861 (Lutetium)[4]
  - †Crenella cymbiola Vincent, 1930 (Bartonium)[4]
  - Crenella decussata (Montagu, 1808)
  - †Crenella depontaillieri Cossmann & Lambert, 1884 (Oligozän)[4]
  - Crenella divaricata (d’Orbigny, 1853)
  - †Crenella elegans Deshayes, 1861 (Lutetium)[4]
  - Crenella faba (O. F. Müller, 1776)
  - Crenella gemma Olsson & McGinty, 1958
  - †Crenella humilis Vincent, 1930 (Bartonium)[4]
  - Crenella magellanica Linse, 2002
  - Crenella marionensis E. A. Smith, 1885
  - Crenella minuta Thiele & Jaeckel, 1931
  - Crenella pectinula (Gould, 1841)
  - Crenella pellucida (Jeffreys, 1859)
  - Crenella pura E. A. Smith, 1890
  - †Crenella scrobiculata von Koenen, 1883 (Unteres Oligozän)[4]
  - Crenella skomma (McLean & Schwengel, 1944)
  - †Crenella striatina Deshayes, 1861 (Lutetium)[4]
  - †Crenella striatocostata Nagao, 1928 (Paläogen)[4]

## Belege